# Consejo Nacional de Gobierno 1959-1963
El Consejo Nacional de Gobierno que gobernó Uruguay en el periodo 1959 - 1963 resultó elegido en las elecciones de noviembre de 1958. Se trató de una instancia histórica: luego de más de 9 décadas de supremacía colorada, ganaba el Partido Nacional. Por este motivo, se suele conocer a este gobierno como "el primer colegiado blanco".

## Composición
En el tercer período comprendido entre 1959 y 1963 y tras las elecciones de 1958, el Partido Nacional resultó ser el partido más votado y por lo cual con mayoría en el Consejo Nacional de Gobierno. 
En dicho periodo se compuso por la mayoría blanca de seis Consejeros pertenecientes al Herrerismo-Ruralismo, recibiendo también por primera vez la presidencia del organismo de manera rotatoria. 
Por otra parte, el Partido Colorado solamente accedió a tres sillas en el Consejo de Gobierno, dos para la lista 15 y una para la lista 14.
| ← III Consejo Nacional de Gobierno → 1959 - 1963 | ← III Consejo Nacional de Gobierno → 1959 - 1963            | ← III Consejo Nacional de Gobierno → 1959 - 1963       | ← III Consejo Nacional de Gobierno → 1959 - 1963 | ← III Consejo Nacional de Gobierno → 1959 - 1963        |
| ------------------------------------------------ | ----------------------------------------------------------- | ------------------------------------------------------ | ------------------------------------------------ | ------------------------------------------------------- |
| Partido político                                 |                                                             | Partido Nacional (como oficialismo)                    | Partido Nacional (como oficialismo)              | Partido Nacional (como oficialismo)                     |
| Partido político                                 | Partido Colorado (como minoría)                             |                                                        |                                                  |                                                         |
| Cargo                                            | Cargo                                                       | Nombre                                                 | Imagen                                           | Referencias y notas                                     |
| Presidente del Consejo Nacional de Gobierno      |                                                             | Martín Echegoyen 1 de marzo de 1959-1 de marzo de 1960 |                                                  |                                                         |
| Presidente del Consejo Nacional de Gobierno      | Benito Nardone 1 de marzo de 1960- 1 de marzo de 1961       |                                                        |                                                  |                                                         |
| Presidente del Consejo Nacional de Gobierno      | Eduardo Víctor Haedo 1 de marzo de 1961 -1 de marzo de 1962 |                                                        |                                                  |                                                         |
| Presidente del Consejo Nacional de Gobierno      | Faustino Harrison 1 de marzo de 1962 - 1 de marzo de 1963   |                                                        |                                                  |                                                         |
| Cargo                                            | Cargo                                                       | Nombre                                                 | Imagen                                           | Referencias y notas                                     |
| Consejeros de Gobierno                           |                                                             | Justo Alonso 1959-1963                                 |                                                  |                                                         |
| Consejeros de Gobierno                           | Pedro Zabalza Arrospide 1959-1963                           |                                                        |                                                  |                                                         |
| Consejeros de Gobierno                           |                                                             | Manuel Rodríguez Correa 1959-1961                      |                                                  | Fallece en el cargo. Héctor Grauert asume como titular. |
| Consejeros de Gobierno                           | Héctor Grauert 1961-1963                                    |                                                        |                                                  |                                                         |
| Consejeros de Gobierno                           | Ledo Arroyo Torres 1959-1963                                |                                                        |                                                  |                                                         |
| Consejeros de Gobierno                           | César Batlle Pacheco 1959-1963                              |                                                        |                                                  |                                                         |

Los cuatro primeros presidieron sucesivamente el cuerpo, finalizado el mandato continuaban con su función como consejeros.

## Gabinete
A pesar de las múltiples dificultades (incluyendo interpelaciones constantes), el gabinete ministerial tuvo una gran estabilidad en su integración. Estuvo integrado por miembros del Herrerismo y de la Unión Blanca Democrática.
| Gabinete 1959-1963                     | Gabinete 1959-1963                | Gabinete 1959-1963 |
| Cargo                                  | Nombre                            |                    |
| -------------------------------------- | --------------------------------- | ------------------ |
| Interior                               | Pedro Bernardo Berro 1959-1960    |                    |
| Interior                               | Carlos Puig 1960                  |                    |
| Interior                               | Nicolás Storace Arrosa 1960 -1963 |                    |
| Relaciones Exteriores                  | Homero Martínez Montero 1959-1963 |                    |
| Economía y Finanzas                    | Juan Eduardo Azzini 1959-1963     |                    |
| Defensa Nacional                       | Cipriano Olivera 1959-1961        |                    |
| Defensa Nacional                       | Modesto Rebollo 1961-1963         |                    |
| Instrucción Pública y Previsión Social | Eduardo Pons Echeverry 1959-1963  |                    |
| Obras Públicas                         | Luis Giannattasio 1959-1963       |                    |
| Industria y Trabajo                    | Enrique Erro 1959-1960            |                    |
| Industria y Trabajo                    | Ángel María Gianola 1960-1963     |                    |
| Salud Pública                          | Carlos Stajano 1959-1961          |                    |
| Salud Pública                          | Aparicio Méndez 1961-1963         |                    |
| Ganadería y Agricultura                | Carlos Puig 1959-1963             |                    |

## Gobierno

### 1959
El Consejo Nacional de Gobierno asumió el primero de marzo. Dentro del Parlamento, el Partido Nacional tenía una amplia mayoría de 17 senadores y 54 diputados, pero las divisiones internas eran feroces, con innumerables rencillas entre el bloque herrero-ruralista y la Unión Blanca Democrática, rival interna derrotada por pocos votos en las elecciones. Al interior del bloque herrero-ruralista las cosas tampoco eran sencillas. Y la oposición colorada era cerril ya desde el inicio, con la recordada exclamación de la senadora Alba Roballo: a los blancos, ni un vaso de agua. El Parlamento realizó 50 interpelaciones al equipo de gobierno en el curso de 4 años.

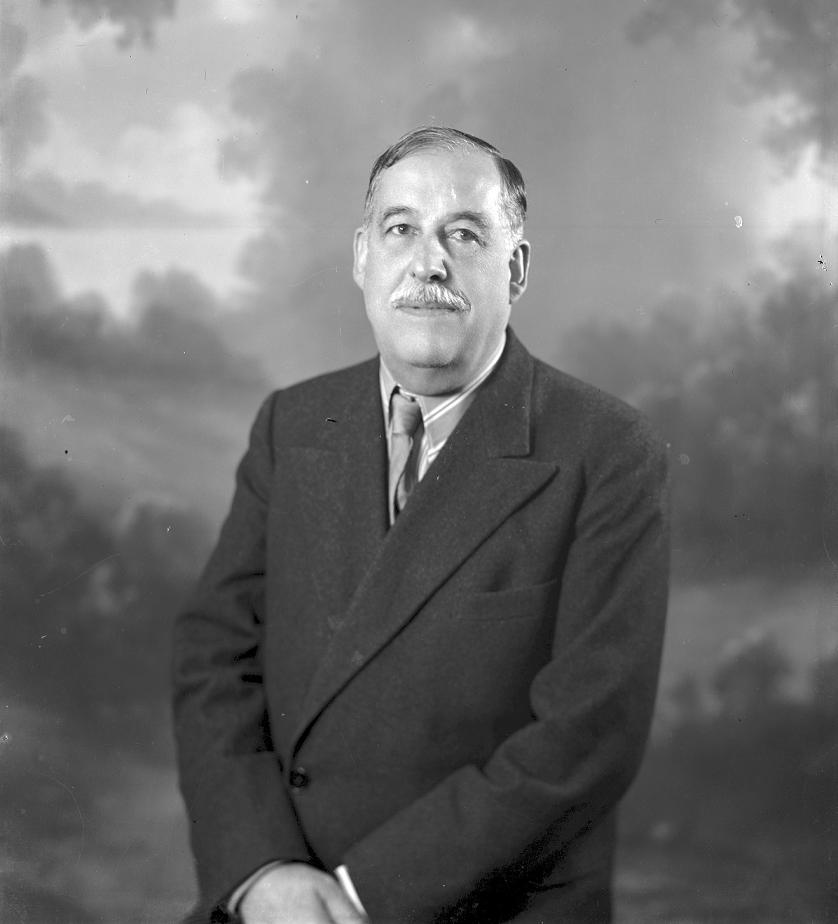
Luis Alberto de Herrera, histórico caudillo del Partido Nacional en el. Fallecido el 8 de abril de 1959, poco después de la llegada del Partido Nacional al gobierno tras casi 100 años.

Poco tiempo tras asumir, el Partido Nacional recibió un duro golpe con el fallecimiento de su histórico caudillo, Luis Alberto de Herrera, el 8 de abril.
Además, al poco tiempo el gobierno tuvo que hacerle frente a las inundaciones en el año 1959, lo cual motivó que decretasen medidas prontas de seguridad. Para la tarea de su organización se creó la “Comisión Nacional de apoyo a los Damnificados” presidida por el General Oscar Gestido. Las medidas implantadas para auxiliar las zonas inundadas serían levantadas el ocho de octubre de ese mismo año.
En mayo, Fidel Castro, recientemente triunfante de la Revolución cubana, visita el país.
El modelo político de Uruguay, basado en el estatismo y la sustitución de importaciones, estaba agotado. Urgió efectuar una reforma monetaria y cambiaria, labor del ministro de Hacienda Juan Eduardo Azzini. El 17 de diciembre de 1959 se aprueba la Reforma Cambiaria y Monetaria: libera la importación de mercaderías, modifica valor de la moneda y establece tipo único de cambio.

### 1960
El 7 de enero de 1960 Enrique Erro es destituido del Ministerio de Industrias y Trabajo por discrepancias con la mayoría del Consejo de Gobierno. Ese mismo mes, el día 27, es creada la Comisión de Inversiones y Desarrollo Económico (CIDE), siendo uno de sus grandes impulsores el político nacionalista Wilson Ferreira Aldunate.
El 10 de febrero es ratificado el convenio constitutivo del Banco Interamericano de Desarrollo (BID) y ocho días después se firma del Tratado de Montevideo para la creación de la Asociación Latinoamericana de Libre Comercio (ALALC) integrada por Argentina, Brasil, Chile, México, Paraguay, Perú y Uruguay.

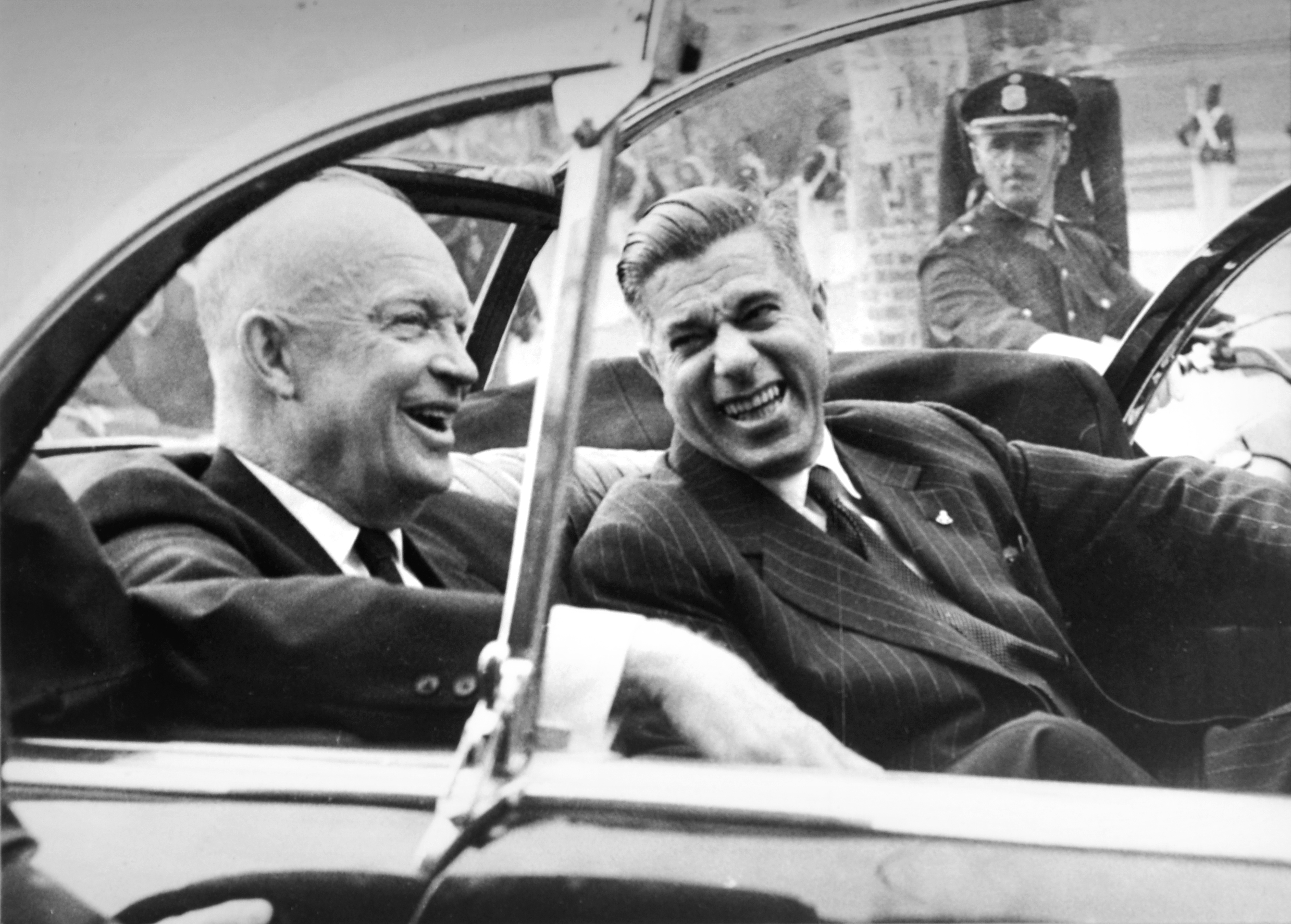
El presidente estadounidense, Dwight D. Eisenhower (izq.), junto al por entonces presidente del Consejo Nacional de Gobierno, Benito Nardone (der.)

El dos de marzo el presidente de Estados Unidos Dwight Eisenhower visita el país, siendo recibido por el entonces presidente del Consejo Nacional de Gobierno, Benito Nardone.
Mientras que en abril se constituye la Central de Trabajadores del Uruguay, a finales de junio se crea la Comisión Coordinadora de Salarios y Precios y a principios noviembre el Uruguay firma la primera carta de intención con el Fondo Monetario Internacional (FMI).
La firma de la primera carta de intención con el FMI fue a cambio de obtener préstamos de los bancos internacionales y así remediar los problemas económicos del país. Acorde con esto, las reformas económicas realizadas coincidían con las recomendaciones sugeridas por el FMI, pero su aplicación no tuvo el efecto esperado. Ni la producción, ni las exportaciones de materias primas aumentaron, muchas de las industrias creadas con el apoyo del Estado quebraron provocando el crecimiento del desempleo y, por lo tanto, descendió el consumo interno. El peso uruguayo perdió valor con respecto al dólar y los precios de los productos aumentaban mientras los salarios se estancaban. A esto se sumó que el gobierno debía solicitar préstamos para pagar sus deudas y, por tanto, se endeudaba cada vez más. La economía uruguaya entró en un período de estancamiento. Las consecuencias sociales y políticas fueron muy graves, el aumento de la pobreza y un deterioro en el bienestar económico de la mayoría de la población llevó a un aumento de la crispación social, creciendo la movilización de organizaciones sindicales.
A finales del año 1960, el día 16 de diciembre, se crea la Dirección General Impositiva (DGI) a partir de la fusión de las Direcciones Generales de Impuestos Directos e Internos y de la Oficina de Recaudación a las Ganancias Elevadas.

### 1961
Gracias a la administración del canciller Homero Martínez Montero, el 30 de enero de 1961 los gobiernos de la República Argentina y la República Oriental del Uruguay realizan la "Declaración Conjunta sobre el Límite Exterior del Río de la Plata", por la cual se acordó el límite exterior del Río de la Plata, con el Océano Atlántico, determinado por la línea imaginaria que une Punta del Este, en el Uruguay, con Punta Rasa del Cabo San Antonio, en la Argentina. También, el 7 de abril de ese año ambos gobiernos también firman el Tratado de Límites del Río Uruguay de 1961.

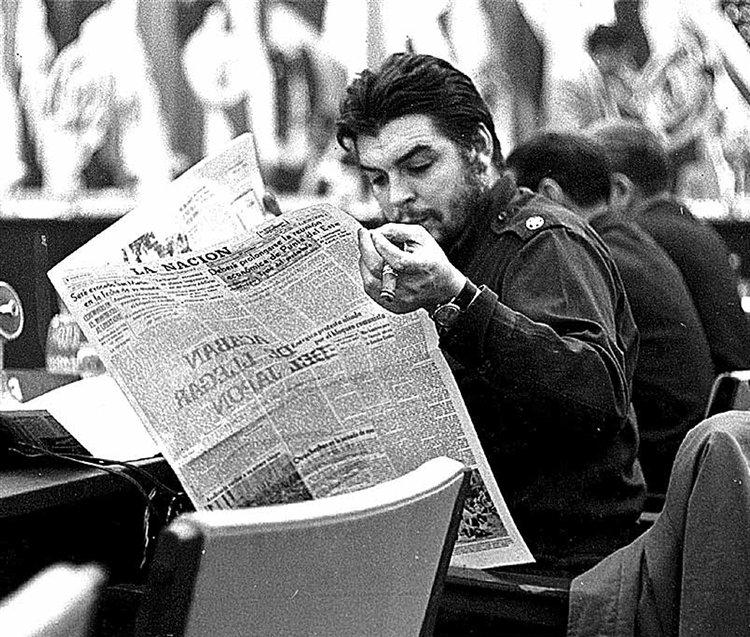
El "Che" leyendo La Nación en la Conferencia del Consejo Interamericano Económico y Social, celebrada en Punta del Este.

Del 5 al 17 de agosto de 1961 ocurre la Conferencia del Consejo Interamericano Económico y Social (parte de la OEA) en Punta del Este. Recordada por la presencia de Ernesto “Che” Guevara como delegado cubano y por la aprobación la "Declaración de los Presidentes de América" que creó la Alianza para el Progreso (ALPRO). El día 17 de agosto el "Che" Guevara da una conferencia en el paraninfo de la Universidad de la República, acompañado por el entonces senador chileno, Salvador Allende. Es recordado como el "Che" sorprendió a propios y a extraños desestimando el uso de la lucha armada en el Uruguay y como en su salida un intento de asesinato a su persona terminó con el asesinato del profesor uruguayo Arbelio Ramírez.

### 1962
El 26 de enero de 1962, la Conferencia de cancilleres de la OEA reunidos en Punta del Este deciden la expulsión de Cuba de la organización interamericana. La expulsión de Cuba, justificada por la adhesión de Cuba al marxismo leninismo: "el alineamiento de tal Gobierno con el bloque comunista quebranta la unidad y la solidaridad del Hemisferio", contó con la aprobación de 14 países, el voto en contra de Cuba y México y la abstención de Argentina, Chile, Brasil, Bolivia, Ecuador y Uruguay. Esta decisión fue seguida por una marcha de protesta desde Montevideo.
En marzo de 1962, el diputado Enrique Erro denuncia intentos de golpe de Estado alentados por figuras del gobierno.
Durante el año 1962, año de elecciones generales, ocurrieron distintos eventos en el plano político que servirían de antecedentes para la futura creación del Frente Amplio en 1971, nueve años después, y para el inicio de la lucha armada en el Uruguay. En febrero se constituye el Partido Demócrata Cristiano, en mayo Erro abandona el Partido Nacional y Zelmar Michelini rompe con Luis Batlle creando el “Movimiento por el Gobierno del Pueblo”. Además, se formaría el “Frente Izquierda de Liberación” (FIDEL), integrado por el Partido Comunista y sus aliados; y también se formaría la “Unión Popular", integrada por el Partido Socialista, Erro y otros grupos.
Finalmente, en las elecciones nacionales de 1962, volvería a ganar el Partido Nacional, pero no el sector oficialista (ruralismo-herrerismo), sino la Unión Blanca Democrática (UBD), encabezada por Daniel Fernández Crespo, en alianza con un sector del herrerismo.

### 1963
El día 22 de febrero de 1963, como una de las últimas medidas del "primer colegiado blanco", se implantaron medidas prontas de seguridad ante la huelga de funcionarios de la UTE y las Fuerzas Armadas ocuparon las centrales eléctricas.
El día 1 de marzo de 1963 asume el "segundo colegiado blanco".
Además, durante la administración del primer colegiado blanco fue de gran relevancia la actuación del ministro de Ganadería, Carlos V. Puig, quien también llegó a ocupar interinamente la cartera del Interior, y la actuación del ministro de Obras Públicas Luis Giannattasio que realizó importantes obras de infraestructura y vialidad.[cita requerida]

## Reforma monetaria y cambiaria
En diciembre de 1959 entra en vigencia la Ley N° 12670, conocida también como Ley de Reforma Cambiaria y Monetaria.Las líneas generales de la reforma fueron las siguientes: derogación de todas las disposiciones que atribuían a cualesquiera órganos públicos la facultad de fijar tipos de cambio, ahora a fijarse por la oferta y la demanda; se sustituyó los tipos de cambio múltiples por la facultad del gobierno de crear aranceles aduaneros hasta 300% y conceder subsidios; y el sistema de cupos de importación quedó sin efecto.Previamente, en Uruguay los tipos de cambio múltiple funcionaban como un medio de gravar con aranceles y estimular con subsidios, respectivamente, importaciones y exportaciones, de modo que la reforma en este aspecto fue puramente formal.Lo significativo fue que al quedar el sistema de contingentes de importación sin efecto —el último punto—, el equilibrio de la balanza de pagos dejaba de depender de la intervención directa de la autoridad sobre las importaciones.
Como se dictaminó, esta ley impuso un sistema de tipo de cambio libremente fluctuante —flotación limpia—. Sin embargo, desde el primer día de su vigencia, el 1 de enero de 1960, el BROU intervino en el mercado comprando y vendiendo dólares a 11 pesos por unidad. De manera que el régimen cambiario de iure —de flotación limpia— era distinto al sistema de facto —continuó funcionando como un sistema de tipo de cambio fijo—.Además, mientras no se contemplase la devaluación de la moneda, el régimen de tipo fijo era mucho más exigente en materia de disciplina fiscal y monetaria, lo que llevaría a la crisis del nuevo régimen y su posterior abandono.
El nuevo sistema pudo funcionar correctamente en 1960, y particularmente bien en 1961, cuando la inflación cayó a 10% —luego de haber registrado 49% en 1959 y 36% en 1960—. En 1962, año de elecciones, en cambio, un fuerte incremento del gasto público desestabilizó por completo el equilibrio logrado previamente. El saldo de la balanza de pagos se tornó apreciablemente negativo y las reservas del BROU comenzaron a caer. Eventualmente, durante el segundo colegiado blanco, en mayo de 1963, el BROU se vio obligado a abandonar el tipo de 11 pesos por dólar, devaluando 50%, a 16,50 pesos, mientras el tipo libre estaba a 17,50 pesos a fin de año. Ante esto, el sistema de cupos de importación fue reimplementado, por lo que la reforma cambiaria y monetaria no resultó en más que una fluctuación del curso dirigista adoptada por la economía uruguaya hace décadas.